# Svartmunia
Svartmunia (Lonchura stygia) är en fågel i familjen astrilder inom ordningen tättingar.

## Utbredning och systematik
Fågeln är endemisk för det låglänta området Trans Fly på södra Nya Guinea. Den behandlas som monotypisk, det vill säga att den inte delas in i några underarter.

## Status och hot
Arten har ett stort utbredningsområde, men tros minska i antal, dock inte tillräckligt kraftigt för att den ska betraktas som hotad. Internationella naturvårdsunionen IUCN listar arten som livskraftig (LC). Beståndet är dock litet, bestående av uppskattningsvis mellan 10 000 och 20 000 vuxna individer.